# خژپسکو ویلکیه
خژپسکو ویلکیه (به لهستانی:  Chrzypsko Wielkie) یک روستا در لهستان است که در گمینا خژپسکو ویلکیه واقع شده‌است. خژپسکو ویلکیه ۹٫۱۹ کیلومتر مربع مساحت و ۹۲۰ نفر جمعیت دارد.